# Verzorgingsplaats Medway
Verzorgingsplaats Medway is een verzorgingsplaats in Groot-Brittannië aan de M2 ten zuiden van Medway bij afrit 4 in Kent. Op 1 november 1963 werd de verzorgingsplaats geopend als Farthing Corner, genoemd naar het naastgelegen dorp. Destijds kende het brugrestaurant bediening aan tafel en werd het geëxploiteerd door Top Rank. De brug was in het begin niet voorzien van een dak en de gasten zaten aan tafels voorzien van parasols. Sinds 1992 heet de verzorgingsplaats Medway. Inmiddels is het restaurant omgebouwd tot zelfbediening en is de exploitatie in handen van Moto.

## Voorzieningen

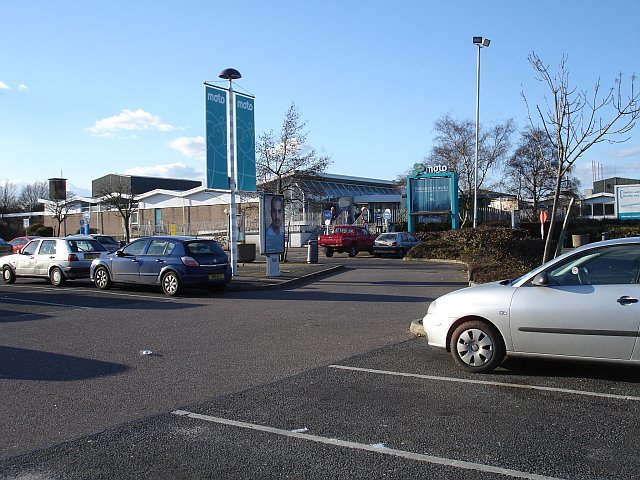
Parkeerplaats bij de noordelijke ingang

De verzorgingsplaats Medway kent de volgende voorzieningen:
- Costa Coffee
- Burger King
- Upper Crust
- WHSmith
- Travelodge
- Toiletten
- Kinderspeelplaats
- Munttelefoons
- Speelautomaten
- Geldautomaat
- BP tankstation